# 北京市第一七一中学
北京市一七一中学是一所位于北京市东城区和平里街道和平里北街8号的完全中学，始建于1958年，原名为东城区红旗学校，1969年改为完全中学，1972年更名为北京市第一七一中学。2005年入选北京市示范性普通高中。